# Naciek jaskiniowy

Nacieki jaskiniowe: A – stalaktyt, B – makaron, C, D – stalagmit, E – stalagnat, F – nawis, G – draperia, H – heliktyt, I – stalaktyty, J, K – pizolity, L – polewa naciekowa, N – misa martwicowa

Naciek jaskiniowy, naciek krasowy – osady powstające przez wytrącanie się substancji mineralnej z roztworu wodnego na powierzchni skały lub w próżniach w jej obrębie (jaskiniach, szczelinach), ale w kontakcie z powietrzem atmosferycznym. Nacieki powstają w obrębie jaskini krasowej (na stropie, ścianach, dnie) w wyniku strącania się lub krystalizacji minerałów: kalcytu, rzadziej gipsu lub aragonitu z wód krasowych, tworząc tzw. kras pozytywny.

## Typy nacieków jaskiniowych
- Nacieki twarde. Zbudowane są głównie z kalcytu. Czasami powstają początkowo z aragonitu, ale po pewnym czasie przechodzi on w kalcyt. Nacieki twarde dzieli się na dwie grupy[2]:
  - nacieki grawitacyjne, przyrastające zgodnie z kierunkiem grawitacji (pionowo). Są to: stalaktyty, draperie naciekowe, stalagmity, stalagnaty, misy martwicowe, kaskady naciekowe, skorupy naciekowe, perły jaskiniowe, pizolity, polewy naciekowe, nacieki koralowe,
  - nacieki agrawitacyjne, przyrastające prostopadle do podłoża. Są to nacieki grzybkowe i heliktyty[2].
- Nacieki miękkie. Powstają z mleka wapiennego. Zasadniczo są to podobne formy, jak nacieki twarde (z wyjątkiem stalaktytów, nacieków grzybkowych czy pizolitów), jednak powstają także formy mające postać delikatnej siateczki przypominającej pleśń. Łatwo rozcierają się w palcach, a po zdmuchnięciu unoszą się w powietrzu. Do nacieków miękkich zalicza się:
  - polewy naciekowe w postaci nacieków wełnistych i pól ryżowych,
  - żebra naciekowe i zasłony naciekowe (draperie naciekowe),
  - nawisy osiągające długość do 40 cm i grubość 1–2 cm,
  - nacieki kożuchowe[2].
- Nacieki cementacyjne. Powstają w namulisku, na które skapuje woda z węglanem wapnia. W namulisku zaczyna z niego krystalizować kalcyt. Spajając z sobą kolejne warstwy namuliska tworzy lekko spłaszczoną kulę[2].
- Nacieki lodowe. Powstają głównie wiosną tworząc formy podobne do nacieków twardych (lodowe stalaktyty, stalagmity, stalagnaty itp.), a na dnie korytarzy lodowe warstwy[2].

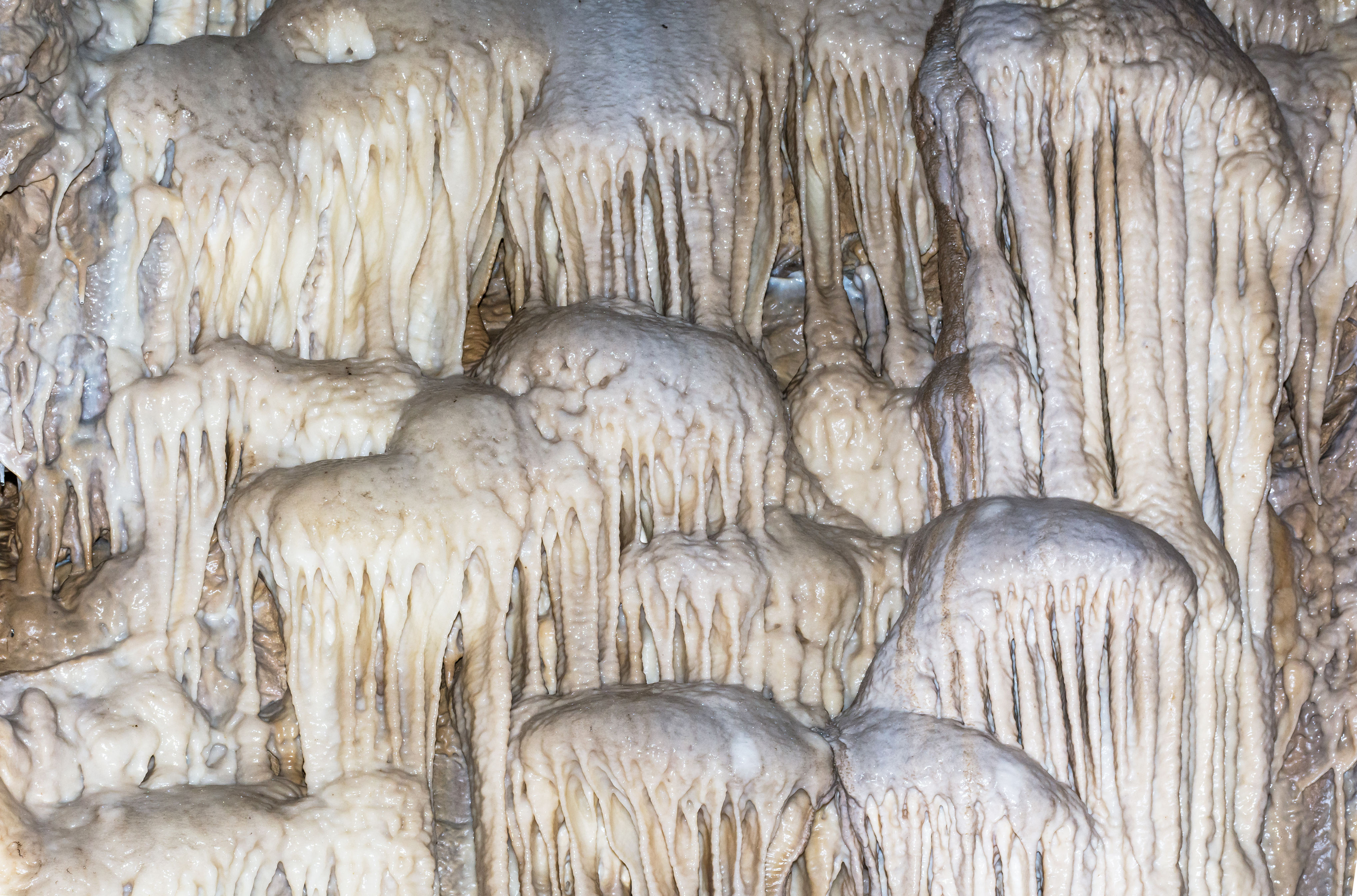
Draperia naciekowa
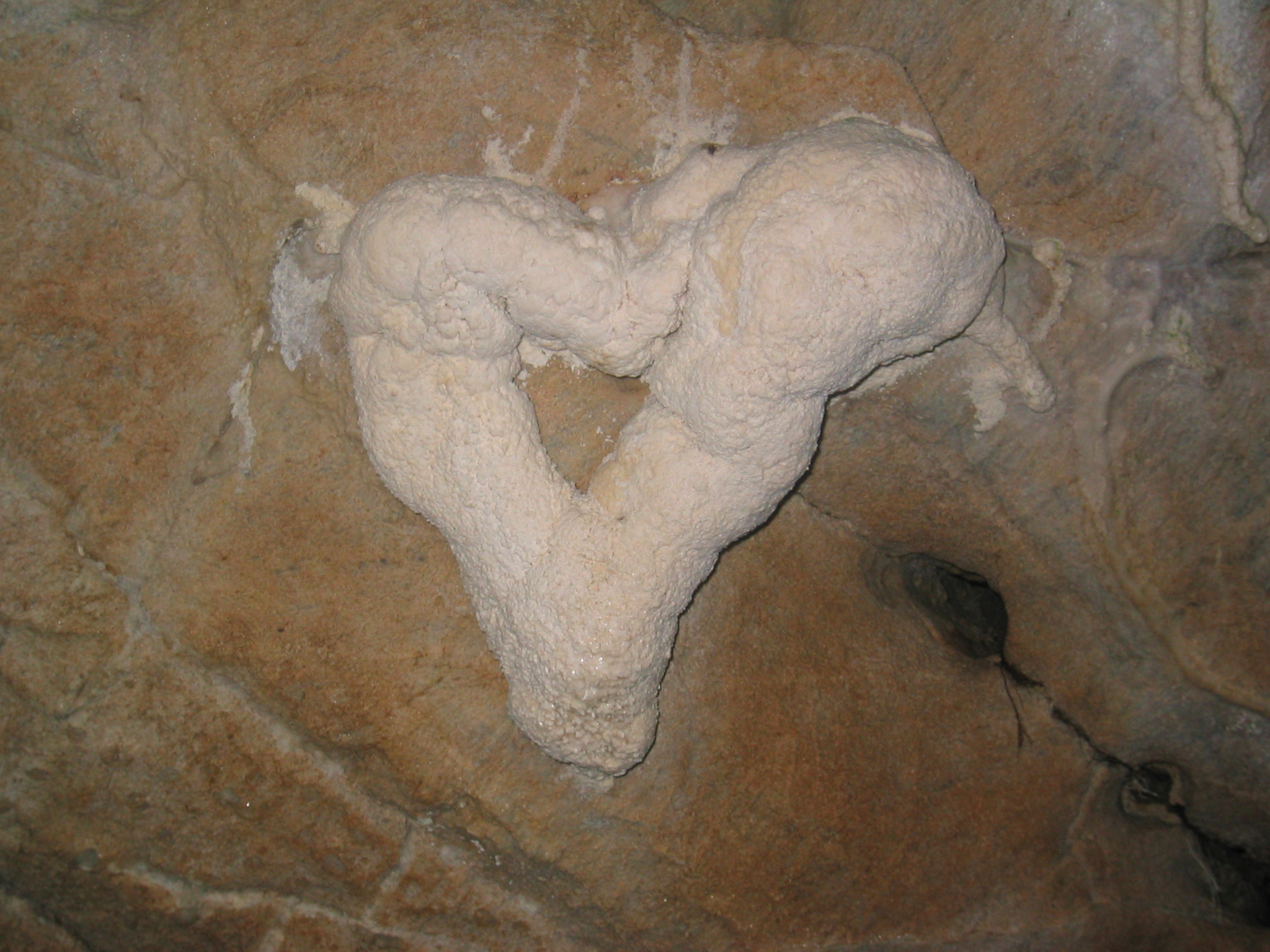
Mleko wapienne
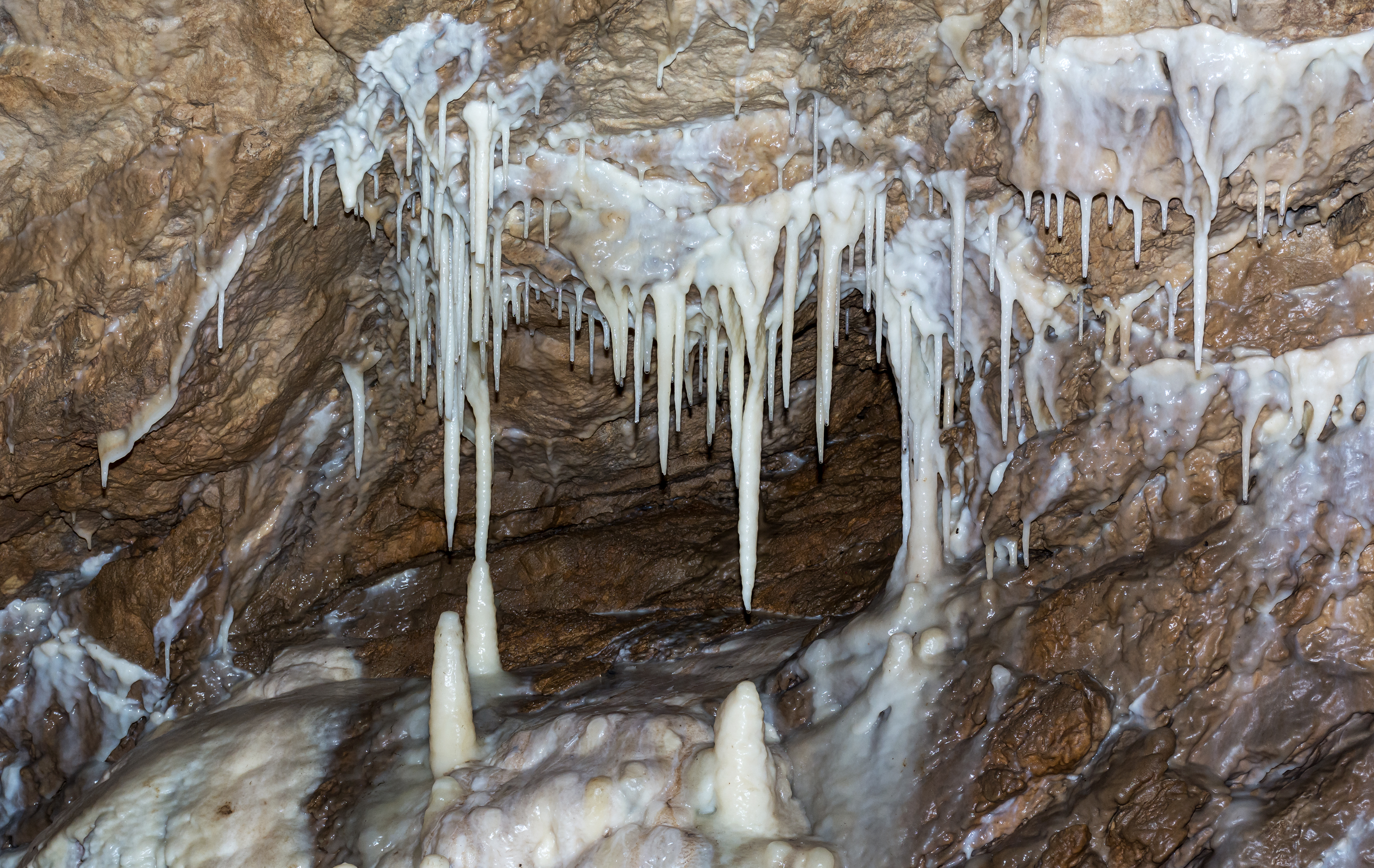
Stalaktyty, stalagmity i stalagnaty
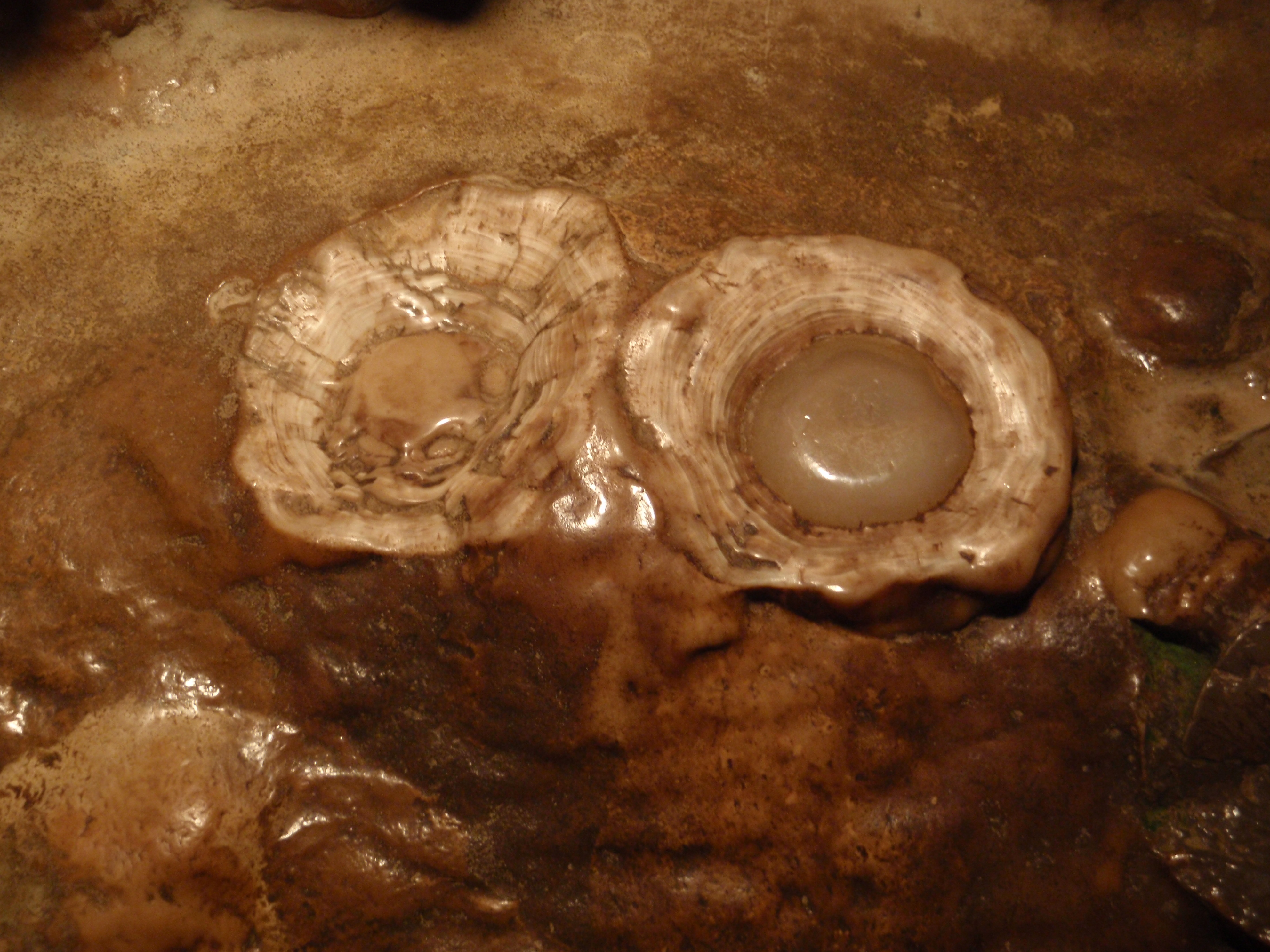
Misy naciekowe
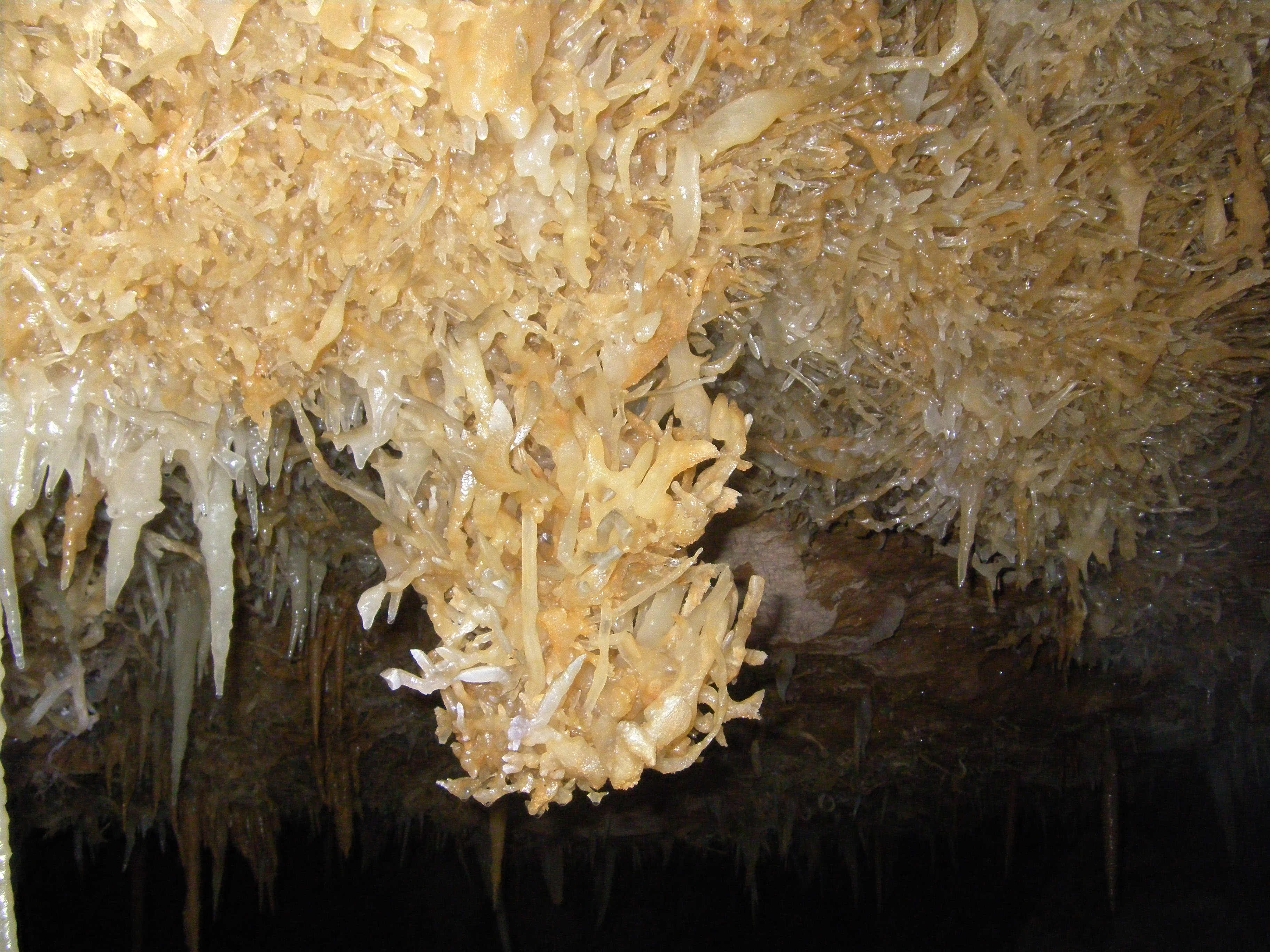
Heliktyt
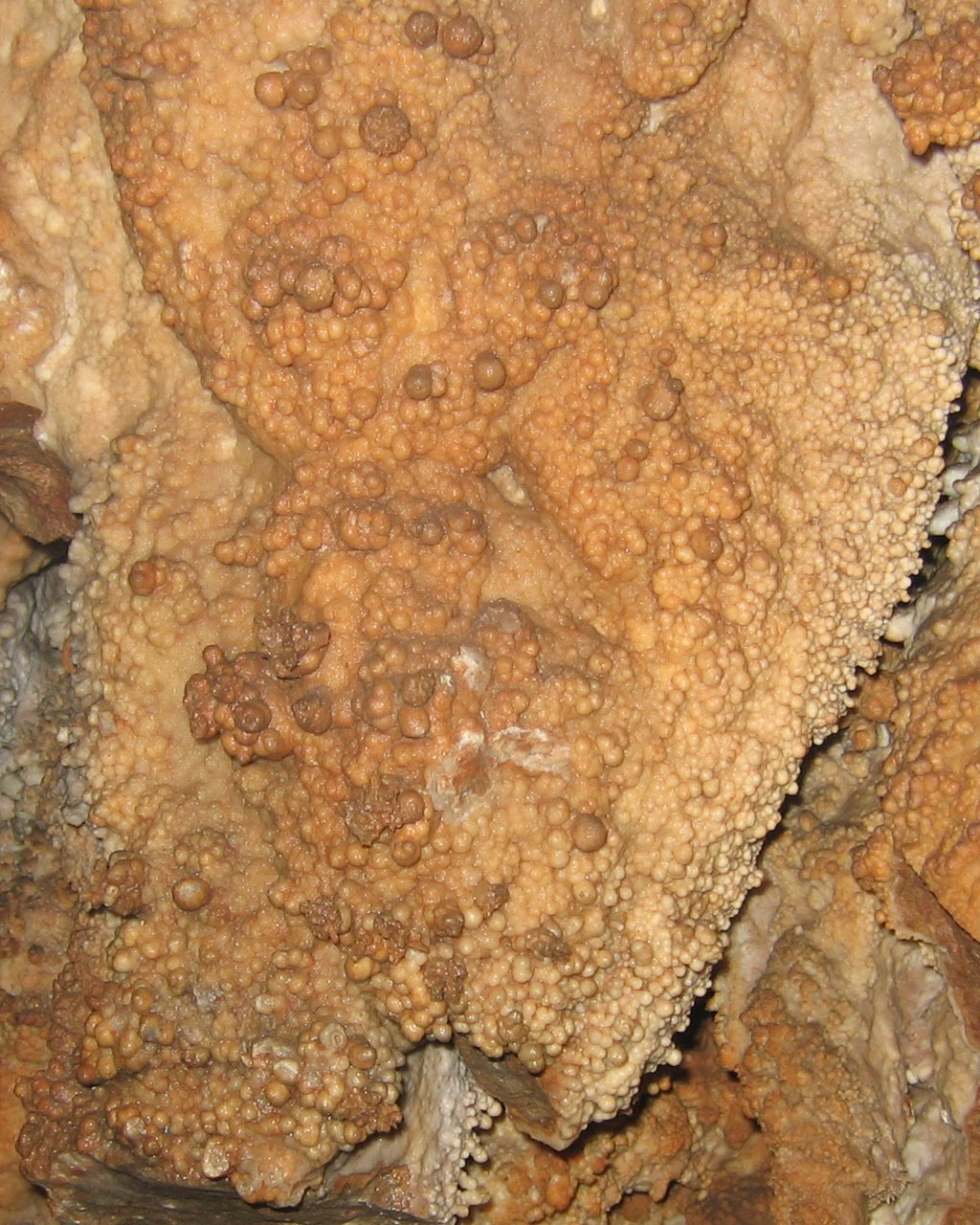
Nacieki koralowe
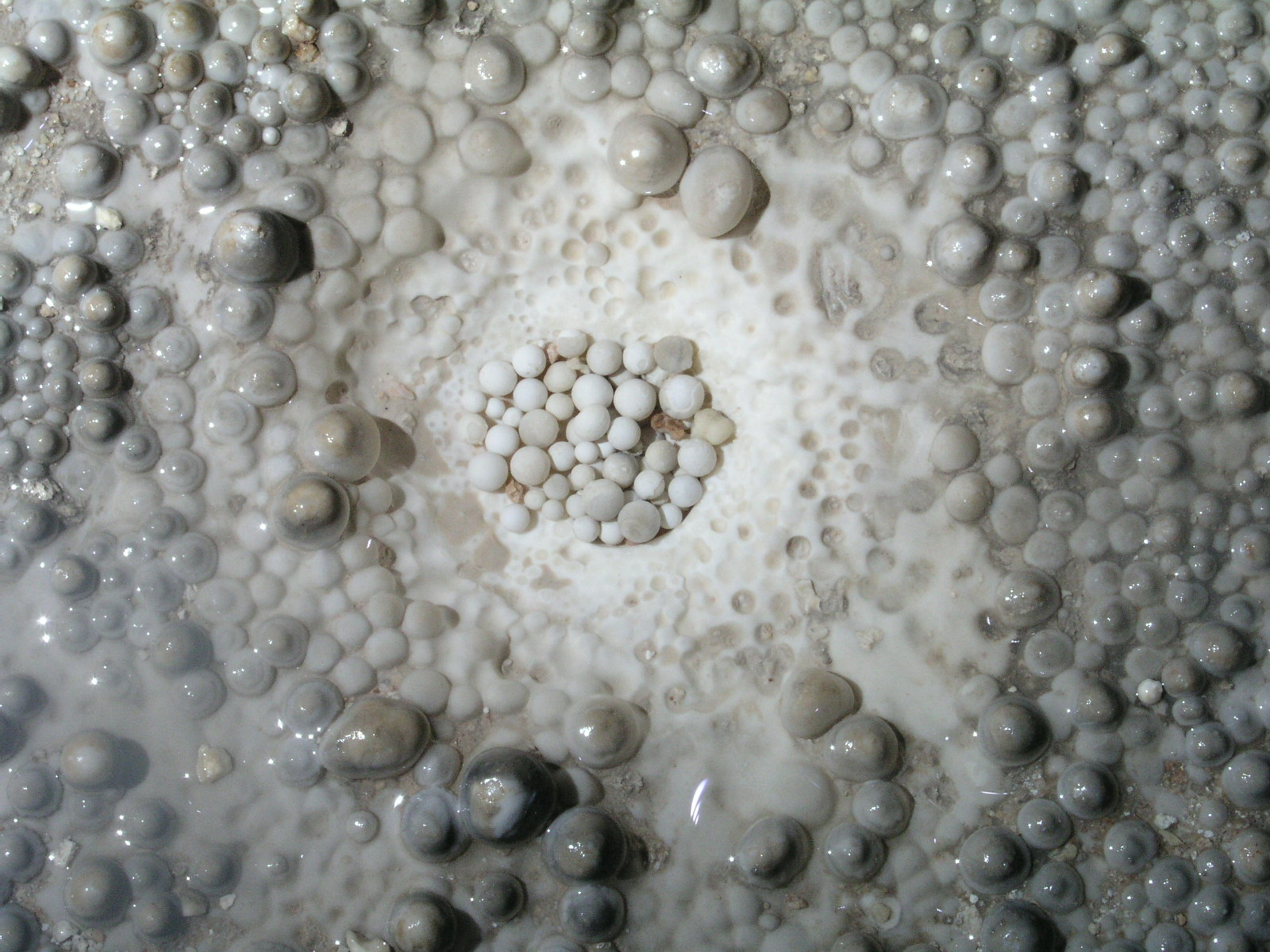
Perły jaskiniowe

## Mechanizm i czas powstawania
Woda opadowa po przejściu przez glebę jest dość mocno nasycona dwutlenkiem węgla – wsiąkając w grunt, rozpuszcza tam wapień (dokładniej: kwas węglowy reaguje z wapieniem, tworząc rozpuszczalny kwaśny węglan wapnia), następnie migruje do jaskini. Tam się rozpręża. Węglan wapnia lepiej rozpuszcza się pod dużym ciśnieniem, a po spadku ciśnienia (rozprężenie) wytrąca się. Parowanie ma w tym zjawisku udział marginalny, gdyż prawie zawsze w jaskiniach panuje wilgotność zbliżona do 100%.
Jeśli nacieki zbudowane są z czystego kalcytu, wówczas są przeźroczyste i bezbarwne. Czysto przeźroczyste są jednak rzadkością. Domieszka pęcherzyków powietrza, lub występujące w naciekach mikropęknięcia i mikrokryształy powodują, że w zależności od ilości tych defektów nacieki stają się półprzeźroczyste lub białe. Jeśli woda zawiera domieszki związków żelaza, wówczas nacieki nabierają całej gamy barw od żółtej, przez bursztynową, czerwoną do brunatno-rdzawej. Związki żelaza w wodzie występują powszechnie, stąd też tak częste są te barwy stalaktytów. Zawarte w wodzie jony manganu powodują wybarwienie stalaktytów na ciemny kolor – od brunatnego po czarny.
Tworzenie się szaty naciekowej w jaskiniach trwa długo, nawet tysiące lat. Szybkość przyrastania nacieków zależy od warunków panujących w danej jaskini i jest bardzo różna. Badania w jaskiniach czeskich wykazały, że nacieki tworzą się tam ze średnią szybkością około 3 mm rocznie, a w USA 25 mm rocznie. Cieplejszy klimat sprzyja szybszemu przyrastaniu nacieków, zimniejszy spowalnia przyrost. Zmiany klimatu w danym miejscu powodują zmiany w szybkości przyrastania nacieków i tworzą się na nich różniące się od siebie warstwy przyrostów. Stąd też badając kolejne generacje nacieków metodami izotopowymi możemy określić wiek i historię powstania jaskini, a także otrzymujemy dane o genezie całego górotworu i klimacie w dawnych epokach geologicznych.

## Formy naciekopodobne
Oprócz typowych nacieków w jaskiniach powstają także twory przypominające nacieki, ale nie będące nimi. Są to:
- błotne zamki – powstają gdy namulisko w wyniku erozji spowodowanej np. przepływem wody zostanie częściowo rozmyte i tworzą się w nim podobne do nacieków wytwory[2]
- wulkany błotne – dziury wytworzone w namulisku przez wodę długotrwale skapującą ze stropu lub ściany jaskini, otoczone wałem powstającym z rozbryzgującego się namuliska[2]
- wykapki – skapująca przez długi czas woda powoduje powstanie w namulisku, a nawet w spągu rurkowatego otworu[3].